# غراند تيرراسي (كاليفورنيا)
غراند تيرراسي (بالإنجليزية: Grand Terrace )‏ هي إحدى مدن مقاطعة سان بيرناردينو، كاليفورنيا. تم إعطاءها لقب مدينة في 30 نوفمبر، 1978.

## التركيبة السكانية
حدّد مكتب تعداد الولايات المتحدة بيانات التركيبة السكانية لغراند تيرراسي في تعداد الولايات المتحدة. في ما يلي، التركيبة السكانية حسب تعدادي 2000 و2010.

### تعداد عام 2000
بلغ عدد سكان غراند تيرراسي 11,626 نسمة بحسب تعداد عام 2000، وبلغ عدد الأسر 4,221 أسرة وعدد العائلات 3,052 عائلة مقيمة في المدينة. في حين سجلت الكثافة السكانية 1,280.4 نسمة لكل كيلومتر مربع (3,316.2/ميل2). وبلغ عدد الوحدات السكنية 4,458 وحدة بمتوسط كثافة قدره 491 لكل كيلومتر مربع (1,271.7/ميل2).
وتوزع التركيب العرقي للمدينة بنسبة 73.76% من البيض و4.62% من الأمريكيين الأفارقة و0.72% من الأمريكيين الأصليين و5.62% من الأمريكيين ذوي الأصول الآسيوية و0.31% من سكان جزر المحيط الهادئ و9.75% من الأعراق الأخرى و5.23% من عرقين مختلطين أو أكثر و25.41% من الهسبانيون أو اللاتينيون من أي عرق.
بلغ عدد الأسر 4,221 أسرة كانت نسبة 39.3% منها لديها أطفال تحت سن الثامنة عشر تعيش معهم، وبلغت نسبة الأزواج القاطنين مع بعضهم البعض 54.1% من أصل المجموع الكلي للأسر، ونسبة 13.5% من الأسر كان لديها معيلات من الإناث دون وجود شريك، بينما كانت نسبة 4.8% من الأسر لديها معيلون من الذكور دون وجود شريكة وكانت نسبة 27.7% من غير العائلات. تألفت نسبة 21.7% من أصل جميع الأسر من عدة أفراد يعيشون في نفس المنزل ونسبة 5.6% كانت تتألف من شخص يعيش بمفرده يبلغ من العمر 65 عاماً أو أكثر. وبلغ متوسط حجم الأسرة المعيشية 2.70، أما متوسط حجم العائلات فبلغ 3.15.
بلغ العمر الوسطي للسكان 35.3 عاماً. وكانت نسبة 26.1% من القاطنين تحت سن الثامنة عشر، وكانت نسبة 8.9% بين الثامنة عشر والرابعة والعشرين عاماً، ونسبة 31.1% كانت واقعةً في الفئة العمرية ما بين الخامسة والعشرين والرابعة والأربعين عاماً، ونسبة 22.6% كانت ما بين الخامسة والأربعين والرابعة والستين، ونسبة 9.5% كانت ضمن فئة الخامسة والستين عاماً فما فوق. يوجد لكل 100 أنثى 90.2 ذكر، ويوجد لكل 100 أنثى في الثامنة عشر من عمرها فما فوق 88.2 ذكر.
بلغ متوسط دخل الأسرة في المدينة 53,649 دولارًا، أما متوسط دخل العائلة فبلغ 61,068 دولارًا. وكان متوسط دخل الذكور 41,417 دولارًا مقابل 30,491 دولارًا للإناث. وسجل دخل الفرد الخاص بالمدينة 21,787 دولارًا. وكانت نسبة 4.5% من العائلات ونسبة 7.4% من السكان تحت خط الفقر، وكان من هؤلاء نسبة 10.6% تحت سن الثامنة عشر ونسبة 4.5% في الخامسة والستين من العمر وما فوق.

### تعداد عام 2010
بلغ عدد سكان غراند تيرراسي 12,040 نسمة بحسب تعداد عام 2010، وبلغ عدد الأسر 4,403 أسرة وعدد العائلات 3,067 عائلة مقيمة في المدينة. في حين سجلت الكثافة السكانية 1,326 نسمة لكل كيلومتر مربع (3,434.3/ميل2). وبلغ عدد الوحدات السكنية 4,649 وحدة بمتوسط كثافة قدره 512 لكل كيلومتر مربع (1,326.1/ميل2).
وتوزع التركيب العرقي للمدينة بنسبة 65.71% من البيض و5.59% من الأمريكيين الأفارقة و1% من الأمريكيين الأصليين و6.46% من الأمريكيين ذوي الأصول الآسيوية و0.27% من سكان جزر المحيط الهادئ و15.76% من الأعراق الأخرى و5.21% من عرقين مختلطين أو أكثر و39.10% من الهسبانيون أو اللاتينيون من أي عرق.
بلغ عدد الأسر 4,403 أسرة كانت نسبة 35.2% منها لديها أطفال تحت سن الثامنة عشر تعيش معهم، وبلغت نسبة الأزواج القاطنين مع بعضهم البعض 50.3% من أصل المجموع الكلي للأسر، ونسبة 13.6% من الأسر كان لديها معيلات من الإناث دون وجود شريك، بينما كانت نسبة 5.8% من الأسر لديها معيلون من الذكور دون وجود شريكة وكانت نسبة 30.3% من غير العائلات. تألفت نسبة 23.3% من أصل جميع الأسر من عدة أفراد يعيشون في نفس المنزل ونسبة 9% كانت تتألف من شخص يعيش بمفرده يبلغ من العمر 65 عاماً أو أكثر. وبلغ متوسط حجم الأسرة المعيشية 2.71، أما متوسط حجم العائلات فبلغ 3.20.
بلغ العمر الوسطي للسكان 36.1 عاماً. وكانت نسبة 23.1% من القاطنين تحت سن الثامنة عشر، وكانت نسبة 10.3% بين الثامنة عشر والرابعة والعشرين عاماً، ونسبة 27.6% كانت واقعةً في الفئة العمرية ما بين الخامسة والعشرين والرابعة والأربعين عاماً، ونسبة 26.5% كانت ما بين الخامسة والأربعين والرابعة والستين، ونسبة 12.5% كانت ضمن فئة الخامسة والستين عاماً فما فوق. وتوزع التركيب الجنسي للسكان بنسبة 48.2% ذكور و51.8% إناث.

## أعلام
- براد سورنسن